# Ратово (Мазовецьке воєводство)
Ратово (пол. Ratowo) — село в Польщі, у гміні Радзанув Млавського повіту Мазовецького воєводства.
Населення — 300 осіб (2011).
У 1975—1998 роках село належало до Цехановського воєводства.

## Демографія
Демографічна структура станом на 31 березня 2011 року:
|          | Загалом | Допрацездатний вік | Працездатний вік | Постпрацездатний вік |
| -------- | ------- | ------------------ | ---------------- | -------------------- |
| Чоловіки | 165     | 38                 | 108              | 19                   |
| Жінки    | 135     | 32                 | 67               | 36                   |
| Разом    | 300     | 70                 | 175              | 55                   |